# Ивашов, Роман Константинович
Роман Константинович Ивашов (род. 5 апреля 1997, Пермь) — российский хоккеист, нападающий.

## Биография
Начинал играть в пермском «Молоте», затем — в ектеринбургских «Юности» и «Автомобилисте». С сезона 2013/14 стал играть за команду МХЛ «Авто». В ноябре 2014 года провёл два матче за фарм-клуб «Липецк» в ВХЛ. В январе 2016 года дебютировал в КХЛ, проведя четыре матча за «Автомобилист». В сезоне 2016/17 помимо «Авто» сыграл 19 матчей за «Автомобилист» и два — за «Спутник» Нижний Тагил в ВХЛ. С сезона
2017/18 стал играть за фарм-клуб «Автомобилиста» «Горняк» Учалы в ВХЛ. Игрок клубов ВХЛ «Лада» Тольятти (2022/23), «Молот» Пермь (с 2023/24).